# Rita (Sängerin)

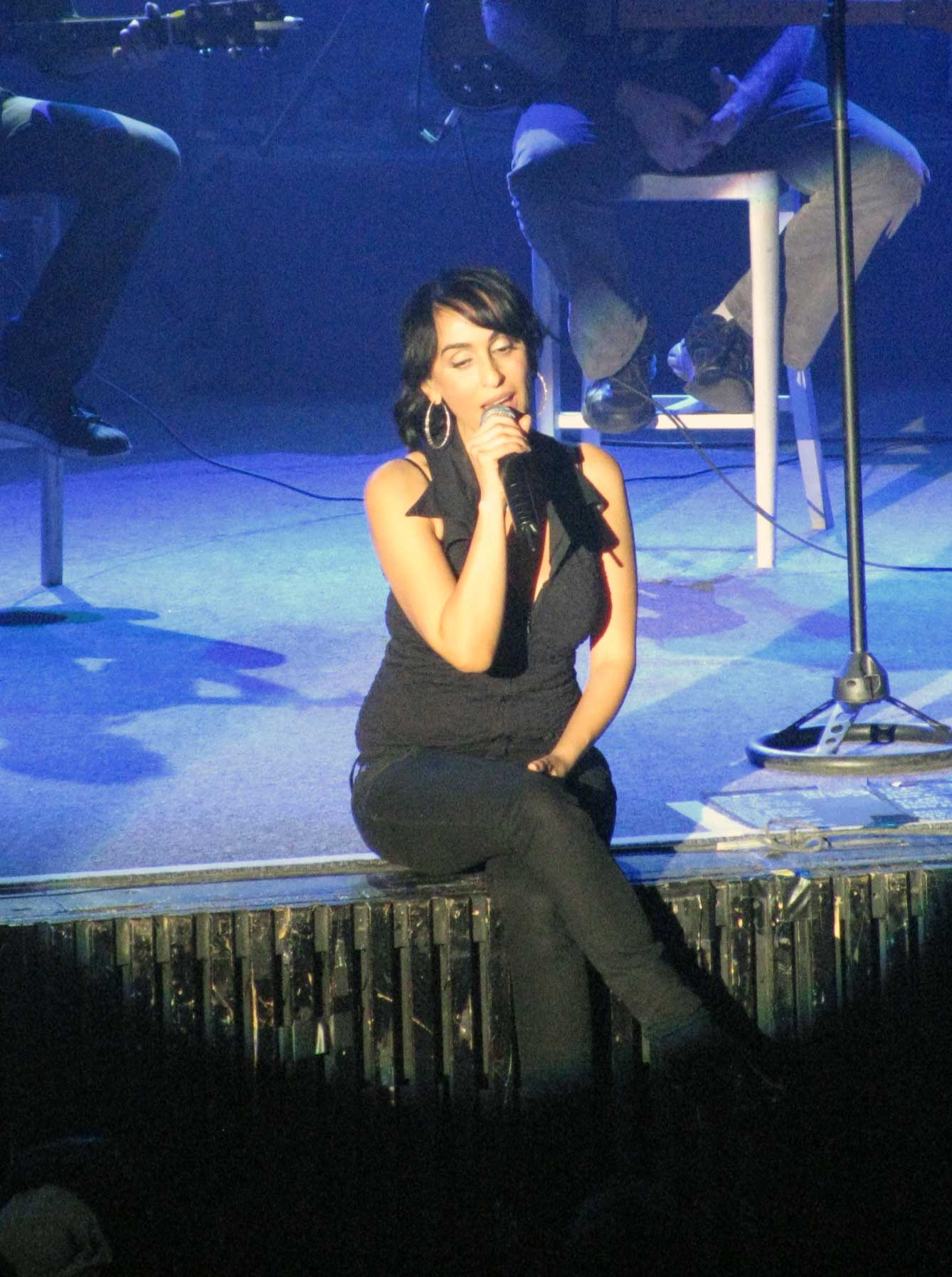
Rita Yahan Farouz während eines Konzertes in Jerusalem (2009)

Rita, ehemals Rita Kleinstein (hebräisch ריטה; geb. 24. März 1962 als Rita Yahan Farouz, hebräisch ריטה יהאן-פרוז; persisch ریتا جہان فروز in Teheran, Iran) ist eine israelische Popsängerin und Schauspielerin.

## Biografie
Rita wurde in Teheran in einer sefardischen Familie geboren, die 1970 nach Israel auswanderte. Rita begann ihre Karriere 1980 im Unterhaltungscorps der israelischen Armee und wurde in den folgenden Jahren landesweit bekannt. Bereits 1986 versuchte sie für ihr Heimatland beim Eurovision Song Contest teilzunehmen, scheiterte mit Shvil habricha, das in Israel ein Hit wurde, jedoch in der Vorentscheidung. Dieses Lied wurde später auch auf Englisch als Last of the Great Pretenders aufgenommen und auf ihrem ersten englischsprachigen Album Breaking Those Walls veröffentlicht. (In Deutschland wurde der Name der Sängerin mit Rita Farouz angegeben.) Eine ebenfalls in dem Album enthaltene Coverversion des Police-Klassikers Roxanne erreichte im Herbst 1992 die französischen Top 20.
1990 nahm Rita schließlich mit dem Lied Shara Barekhovot (dt.: „Sie singt in den Straßen“) als Vertreterin Israels beim Eurovision Song Contest in Zagreb teil. Sie erreichte Platz 18.
Aufgrund zahlreicher Konzerte hat sie eine große Fangemeinde. Durch illegale Bootleg-Mitschnitte ihrer auf Persisch gesungenen Lieder wurde sie 2011 auch im Iran populär. Ein großer Erfolg wurde auch 2012 die persische Fassung von All My Joys, die mehrfachen Gold- und Platinstatus erreichte.
Am 5. März 2013 sang Rita vor der Generalversammlung der Vereinten Nationen in persischer, englischer und hebräischer Sprache.

## Privat
Rita war mehr als 25 Jahre mit dem israelischen Musiker Rami Kleinstein verheiratet. Die beiden haben zwei Töchter, Meshi und Noam. Ende 2007 gab das Paar seine Trennung bekannt.
Rita ist eine Tante der Sängerin Liraz Charhi.

## Diskografie

### Alben
- 1986: Rita (4-fach Platin)
- 1987: Breaking Those Walls (Gold)
- 1988: Yemey Ha-Tom (5-fach Gold)
- 1994: Ahava Gdola (4-fach Platin)
- 1999: Tiftah Halon (2-fach Platin)
- 2000: Time for Peace (Gold)
- 2003: Hamtsan (Gold)
- 2008: Remazim (Platin)
- 2011: HaSmachot Sheli
- 2015: Heaven sent
- 2017: Nisim Shqufim

### Kompilationen
- 1996: Tahanot Bazman (2-fach Platin)
- 2015: Ha'Osef (The Collection)

### Live-Alben
- 1998: Ahava Gdola
- 2001: On Stage (5-fach Gold) (mit Rami Kleinstein)
- 2006: One Live (Gold)

### Kollaborationen
- 2024: Duende (mit ELK)

### Singles (Auswahl)
- 1986: שיר אהובת הספן
- 1988: עטוף ברחמים
- 1988: ימי התום
- 1990: Shara barkhovot
- 1994: ערב כחול עמוק
- 1996: עד שתעזוב
- 1996: אני חיה לי מיום ליום
- 1996: שניים (mit Shlomo Artzi)
- 2008: מחכה
- 2008: גרה מול המים (mit שתיים)
- 2017: קחי לך (mit Meshi Kleinstein)